# Friederike Schmitz
Friederike Schmitz (geboren 1982 in Kiel) ist eine deutsche Philosophin und Publizistin mit dem Schwerpunkt Ethik und Politik der Mensch-Tier-Beziehung.

## Leben und Wirken
Friederike Schmitz wuchs in Kiel auf. Sie studierte in Heidelberg, Cambridge und an der Humboldt-Universität mit dem Abschluss Magistra Artium in den Fächern Philosophie und Neuere Deutsche Literatur. Von 2008 bis 2011 war sie wissenschaftliche Mitarbeiterin am Philosophischen Seminar der Universität Heidelberg, von 2012 bis 2014 an der Universität Tübingen. Sie promovierte 2013 in bei Andreas Kemmerling in Heidelberg mit einer Dissertation zur philosophischen Methodologie von David Hume und Ludwig Wittgenstein. Als Stipendiatin der Fritz Thyssen Stiftung war sie von 2015 bis 2017 Postdoc am Arbeitsbereich Politische Theorie und Philosophie des Otto-Suhr-Instituts der FU Berlin mit dem Forschungsprojekt „Tiere in der politischen Theorie“.
Sie arbeitet seit 2014 als freiberufliche Autorin und Dozentin. Nach ihrer Promotion gab sie im Suhrkamp Verlag einen Sammelband mit Grundlagentexten zur Tierethik heraus. Im Vorwort stellt sie die Frage „Wieso sollten nichtmenschliche Tiere überhaupt weniger Rücksicht verdienen als Menschen?“. Den Band befand Jürgen Kaube als „sehr lesenswert“. Wer sich für die Geschichte der Diskussion interessiere, finde in der Textsammlung „reichlich Material - und wird feststellen, wie verschieden die philosophischen Antworten auf moralische Fragen ausfallen“, schrieb Jens Bisky. Ihr 2020 erschienenes Buch Tiere essen – dürfen wir das? versammelt „Erkenntnisse verschiedener agrar- und ernährungswissenschaftlicher Beiträge aus den letzten Jahrzehnten und präsentiert die wichtigsten Faktoren zur Bewertung der Problematik“. Schmitz ebne argumentativ den Weg in die Agrar- und Ernährungswende.
Im Jahr 2011 war Schmitz Mitinitiatorin eines Appells von mehr als 300 Wissenschaftlern für den Ausstieg aus der Massentierhaltung. Sie engagiert sich nach eigenen Angaben in verschiedenen Gruppen der Tierrechts- und Klimaschutzbewegung und ist in der Tierbefreiungsbewegung aktiv. In einem Gespräch zum Thema Ethik und Nutztiere mit dem Philosophen und Landwirt Herwig Grimm in der Wochenzeitung Die Zeit sagte sie: „Wenn man die Tierethik konsequent zu Ende denkt, sehe ich keine Alternative, als sich vegan zu ernähren.“ Schmitz fordert mehr gesellschaftlichen Druck für eine konsequente Agrarwende und den Aufbau von Alternativen zur Agrarindustrie. Dazu zählt sie Konzepte wie Permakultur, Agroforst, bioveganer Anbau, Gemeinschaftsgärten und Solidarische Landwirtschaft. Sie ist seit 2019 aktiv im Bündnis „Gemeinsam gegen die Tierindustrie“.

## Schriften
- David Hume als therapeutischer Philosoph. Eine Auflösung der Induktionsproblematik mit wittgensteinianischer Methode. (Dissertation Universität Heidelberg, 2013), doi:10.11588/heidok.00016723
- (Hrsg.): Tierethik. Grundlagentexte. Suhrkamp, Berlin 2014.
- Tierethik kurz + verständlich. Compassion Media, Münster 2017.
- Tiere essen – dürfen wir das? J.B. Metzler, Stuttgart 2020.
- Anders satt: Wie der Ausstieg aus der Tierindustrie gelingt. Ventil Verlag, Mainz 2022,

ISBN 978-3955751920. 
Buchbeiträge
- In: Lexikon der Mensch-Tier-Beziehungen, hrsg. von Arianna Ferrari, Klaus Petrus, Transcript Verlag, Bielefeld 2015, ISBN 978-3-8376-2232-4
  - Landwirtschaft, mit Daniel Mettke, S. 212f.
  - Sport, S. 323f.
  - Vertragstheorie, S. 413f.
- »Tierschutz verlangt mehr, als unser Recht erzwingt.« Streitgespräch zwischen Friederike Schmitz und Peter Kunzmann. In: Steve Ayan (Hrsg.): Rätsel Mensch. Expeditionen im Grenzbereich von Philosophie und Hirnforschung, Springer VS, Berlin/Heidelberg 2017, ISBN 978-3-662-50326-3, S. 319–326
- Moralische Akteure/moralische Subjekte/moralische Objekte. In: Johann S. Ach, Dagmar Borchers (Hrsg.): Handbuch Tierethik. Grundlagen – Kontexte – Perspektiven, J.B. Metzler Verlag, Stuttgart 2018, ISBN 978-3-476-02582-1, S. 179–184
- Zivilgesellschaftliches Engagement für Tiere. Unterschiedliche Ansätze. In: Elke Diehl, Jens Tuider (Hrsg.): Haben Tiere Rechte? Aspekte und Dimensionen der Mensch-Tier-Beziehung, Schriftenreihe der Bundeszentrale für politische Bildung, Bonn 2019, ISBN 978-3-7425-0450-0, S. 93–105.
- Zusammen mit Maximilian Hierhammer: Erde für alle. Agrarvisionen. In: Sina Kamala Kaufmann, Michael Timmermann, Annemarie Botzki: Wann wenn nicht wir*: Ein Extinction Rebellion Handbuch, Fischer-Verlag 2019, S. 203–209.

Artikel
- Tierschutz, Tierrechte oder Tierbefreiung? In: MenschenRechtsMagazin Heft  2/2015, S. 87–96 (pdf)
- Standpunkt: Gerechtigkeit für Tiere – Gesellschaftliche Tierbefreiung. In: Dossier Bioethik, Bundeszentrale für politische Bildung, 14. Mai 2018